# Igloopol Dębica
Igloopol Dębica (vollständig: Ludowy Klub Sportowy Igloopol Dębica) ist ein polnischer Fußballverein aus der Stadt Dębica. Seine Vereinsfarben sind Weiß und Blau. Der Verein wurde nach dem landwirtschaftlichen Kombinat Igloopol benannt.

## Erfolge
Nur fünf Jahre nach der Gründung stieg Igloopol 1983 in die zweithöchste polnische Spielklasse auf. In der Saison 1984/85 erreichte Igloopol das Viertelfinale des polnischen Fußballpokals.
1990 gelang der Aufstieg in die höchste polnische Liga. Nachdem am Ende der Saison 1990/91 der Klassenerhalt mit einem 12. Platz geschafft wurde, musste der Klub 1992 als abgeschlagener Tabellenletzter absteigen. Seitdem stieg Igloopol unterbrochen von zwischenzeitlichen Aufstiegen bis in die Sechstklassigkeit ab. Seit 2016 spielt der Verein in der fünften Liga.
Der Lokalrivalen Wisłoka Dębica spielte ebenfalls früher zweitklassig.

## Bekannte Spieler
- Marek Bajor
- Sławomir Majak
- Leszek Pisz
- Jerzy Podbrożny
- Łukasz Trałka
- Jacek Zieliński